# Les Recettes de Nounou Ogg
Les Recettes de Nounou Ogg (titre original : Nanny Ogg's Cookbook) est un livre de cuisine écrit par Terry Pratchett, Stephen Briggs et Tina Hannan (en), illustré par Paul Kidby et publié en 1999.

## Traduction
- Les Recettes de Nounou Ogg, Pocket, coll. Science-fiction/Fantasy, 2014  (ISBN 978-2266247801)